# Albert Stohr
Albert Stohr, né le 13 novembre 1890 à Friedberg et mort le 3 juin 1961 à Seligenstadt, est évêque de Mayence en Allemagne de 1935 à 1961. Il s'est distingué par son opposition au national-socialisme.

## Biographie

### Jeunesse et formation
Albert Stohr est né à Friedberg, en Hesse, dans une famille catholique. Ses parents sont Emil Stohr, fonctionnaire des chemins de fer de Hesse et son épouse Elisabeth. Après des études à l'école des Augustins de Friedberg, il passe son Abitur en 1909. Il entre ensuite au séminaire de Mayence, où il se lie d'amitié avec Romano Guardini. Stohr est ordonné prêtre le 19 octobre 1913 dans la cathédrale Saint-Martin de Mayence. Il est alors nommé vice-recteur au collège de Mayence en 1914, aumônier à l'église Saint Emmeran à Mayence l'année suivante, vice-recteur au collège de Bensheim en 1916, eaumônier à Viernheim en 1918 puis remplaçant au séminaire de formation des enseignants à Bensheim en 1919. À partir de 1920, il étudie à l'université de Fribourg-en-Brisgau et obtient son doctorat un an plus tard.
Après de nouvelles études à Münster, Rome et Giessen, il est diplômé en 1924 en théologie dogmatique à Martin Grabmann à Munich avec une thèse sur la doctrine de la Trinité d'Ulrich de Strasbourg dominicaine. En 1925, il est nommé professeur d'histoire de l'Église et d'homilétique au séminaire de Mayence. Il est de 1926 à 1935 professeur de théologie dogmatique. En parallèle, il enseigne de 1925 à 1932 à l'Institut pédagogique de Mayence. Il s'engage, entre autres, dans la société Görres.
De 1931 à 1933, il est membre du Parti du Zentrum allemand au Landtag (de) de l'État populaire de Hesse.
En 1932, Stohr publie un article dans le Mainzer Journal intitulé « Warum wir Hitler nicht wollen » (« Pourquoi nous ne voulons pas Hitler ») sur l'idéologie des nazis et les « nouveaux » idéologues du Blutmythus du nazi Alfred Rosenberg et arrive à la conclusion que les catholiques convaincus et protestants ne devraient pas choisir Hitler.

### Évêque à l'époque du national-socialisme
Il est consacré évêque de Mayence le 24 août 1935 par Conrad Gröber avec comme co-consécrateurs Ludwig Sebastian (de) et Joannes Baptista Sproll.

## Succession apostolique
Albert Stohr a ordonné les évêques suivants :
- Évêque Carl Maria Splett (de) (1938)
- Évêque Walther Kampe (de) (1952)
- Évêque Josef Maria Reuß (de) (1954)